# Zamia urep
Zamia urep — вид голонасінних рослин класу Саговникоподібні (Cycadopsida).
Етимологія: анаграма Перу.

## Опис
Стовбур підземний, до 20 см завдовжки, 2,5–5 см діаметром. Листя 1–4, 40–70 м довжиною; черешок гладкий, 20–40(48) см завдовжки, хребет без колючок, довжиною 8–15 см, 2–5 пар листових фрагментів. Листові фрагменти від широко-ланцетних до еліптичних, косо клиновиді біля основи, загострені на вершині, краї різко дрібно-пилчасті у верхній третині, середні — довжиною 10–20 см, 3–6 см завширшки. Пилкові шишки 1–2, від жовтувато-коричневого до світло-коричневого кольору, циліндричні, довжиною 3–6 см, 0,6–1 см діаметром.; плодоніжка довжиною 18–22 см, 2–3 мм у діаметрі. Насіннєві шишки від жовтувато-коричневого до світло-коричневого кольору, від циліндричних до яйцювато-циліндричних, довжиною 3,5–5 см, 1,5–2,5 см діаметром; плодоніжка 13–16 см завдовжки, 3–5 мм в діаметрі.

## Поширення, екологія
Країни зростання: Перу. Цей вид росте на кам'янистих схилах з тонким шаром ґрунту.

## Загрози та охорона
Загрози цьому виду невідомі.